# 湖口斷層

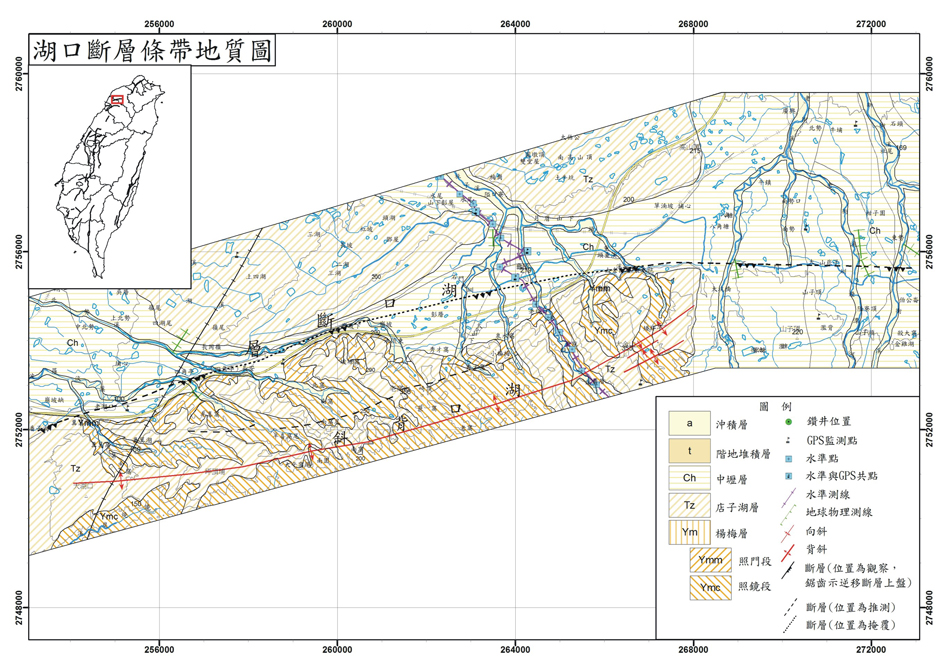
湖口斷層條帶地質圖

湖口斷層（英語：Hukou Fault）為一條逆移斷層，根據經濟部中央地質調查所2010年資料顯示，為第二類活動斷層。
此斷層又稱楊梅南斷層，由老湖口西南方向東北延伸至平鎮東方，長約23公里。經濟部中央地質調查所特刊第26號(2012年12月)中，關於湖口斷層的調查研究指出，「湖口主斷層可能亦為有地震災害潛能之活斷層，雖然斷層跡近地表被厚層的年輕沈積物所覆蓋。」